# 11 вересня: Звіт комісії конгресу
«11 ве́ресня: Звіт комі́сії конгре́су» (англ. The 9/11 Commission Report) — фільм американського кінорежисера Лі Скотта. Дата релізу у США 5 вересня 2006 року.

## Сюжет
"О 8:46 ранку 11 вересня 2001 року літак, який летів з величезною швидкістю, врізався в північну башту Світового торгового центру в Нью-Йорку. В 9 годин 3 хвилини другий літак врізався в південну вежу. Обидві вежі обрушилися через 90 хвилин. В 9 ранку 37 хвилин 11 вересня третій літак врізався в фасад будівлі Пентагону, а в 10 годин 03 хвилини четвертий літак впав на порожнє поле в штаті Пенсільванія. Загальна кількість жертв 11 вересня склала майже три тисячі чоловік « — зі звіту комісії 9/11».
Поліція постійно відганяла людей на північ, подалі від WTC (Всесвітнього торгового центру). На одній з сусідніх вулиць я побачив двох, що лежать на асфальті в калюжі крові під безформною металевою конструкцією, швидше за все впавшою на них згори. Навколо метушилися медики. Всюди носяться юрби людей, роздається безперервний вий сирен, і кожні кілька секунд проносити в сторону пожежі пожежні машини.
Раптом пролунав злякані зітхання сотень людей — з величезної висоти вниз летіла людина… Через кілька хвилин за ним стрибнув другий, потім третій, четвертий… стрибали вони з дуже великої висоти — 90 поверхів і кожен летів болісно довго, секунд 5-7, незграбно розмахуючи при цьому руками та ногами та перевертаючись в повітрі, наче ляльки. Здавалося, що цей жах ніколи не закінчитися. Навколо лунали пріглушенние вигуки натовпу. Хтось відводить у бік заплаканних жінок, закривають мокрими від сліз долонями очі наляканих дітей…

## Актори
- Ретт Джиллз — Майк
- Джефф Дентон — Джек
- Сара Лівінг — Валері
- Крісс Енглін — Сем
- Дін Н. Аревало — Кленсі
- Філіп Бек — філіппінський охоронець
- Алби Кастро — Алі
- Тара Кларк — Мейдлін
- Роб Деніел — Сенді
- Гріфф Ферст — Гаррі
- Марат Глейзер — Юзеф
- Джейсон Грей — Муссауі
- Джастін Джонс — Стівен
- Спенсер Джонс — Бен
- Раффі Лендеєн — філіппінський солдат
- Кім Літтл — Джеймс
- Пураж Пурі — Паркер
- Баррі Дж. Реткліфф — Джордж
- Еріка Роби — Мелінда
- Христина Розенберг — Сара
- Майкл Сайдел — Террі
- Лі Скотт — Джефф
- Амол Шах — Мурад
- Ерік Шейні — Хуссейн Аль-Аттас
- Девід Шик — Білл
- Еліза Свенсон — Розалінда
- Ноель Турман — Дана
- Майкл Тауер — Джим
- Дженніфер Уіггінс — Санчес